# Saison 1995-1996 de la LHOu
Saison précédente Saison suivante
La saison 1995-1996 est la 30e saison de hockey sur glace de la Ligue de hockey de l'Ouest. Les Wheat Kings de Brandon remportent la Coupe du Président en battant en finale les Chiefs de Spokane.

## Saison régulière
Ajout à la ligue avant le début de la saison des Hitmen de Calgary qui devient la dix-septième franchise active, ils rejoignent alors la division Centrale. Les Rockets de Tacoma sont transférés pour leur part vers Kelowna en Colombie-Britannique pour devenir les Rockets de Kelowna.
Avec la venue des Hitmen, la ligue divise ses équipes sur trois divisions; l'Est et la Centrale composeront la conférence de l'Est et accueilleront cinq équipes chacune, alors que la division Ouest se compose des sept équipes basées en Colombie-Britannique et aux États-Unis. 
La ligue en profite également pour revoir le déroulement des séries éliminatoires; ainsi les huit meilleures formations de la conférence accèderont aux séries alors que les six meilleures de la division Ouest obtiendront l'accès aux séries. Pour la première ronde des séries, les équipes de la conférence de l'Est et de la division Ouest s'affronteront dans une série au meilleur de sept rencontres. à noter que la première équipe de la division Ouest luttera contre celle ayant terminé sixième pour l'obtention d'un laissez-passer à la ronde suivante. Du côté des demi-finales, les équipes de l'Est poursuivront les séries au meilleur de sept alors que du côté de l'Ouest, le vainqueur sera connu au terme d'une série au meilleur de cinq rencontres. 

### Classement
| Équipe                   | PJ | V  | D  | N | Pts | BP  | BC  |
| ------------------------ | -- | -- | -- | - | --- | --- | --- |
| Wheat Kings de Brandon   | 72 | 52 | 19 | 1 | 105 | 369 | 231 |
| Raiders de Prince Albert | 72 | 47 | 19 | 6 | 100 | 309 | 250 |
| Pats de Regina           | 72 | 37 | 33 | 2 | 76  | 316 | 284 |
| Blades de Saskatoon      | 72 | 29 | 42 | 1 | 59  | 314 | 351 |
| Warriors de Moose Jaw    | 72 | 18 | 49 | 5 | 41  | 223 | 331 |

| Équipe                   | PJ | V  | D  | N | Pts | BP  | BC  |
| ------------------------ | -- | -- | -- | - | --- | --- | --- |
| Broncos de Swift Current | 72 | 36 | 31 | 5 | 77  | 285 | 271 |
| Hurricanes de Lethbridge | 72 | 33 | 36 | 3 | 69  | 259 | 270 |
| Tigers de Medicine Hat   | 72 | 30 | 37 | 5 | 65  | 243 | 288 |
| Rebels de Red Deer       | 72 | 28 | 39 | 5 | 61  | 263 | 300 |
| Hitmen de Calgary        | 72 | 18 | 51 | 3 | 39  | 222 | 359 |

| Équipe                   | PJ | V  | D  | N | Pts | BP  | BC  |
| ------------------------ | -- | -- | -- | - | --- | --- | --- |
| Chiefs de Spokane        | 72 | 50 | 18 | 4 | 104 | 322 | 221 |
| Blazers de Kamloops      | 72 | 48 | 22 | 2 | 98  | 343 | 257 |
| Americans de Tri-City    | 72 | 45 | 25 | 2 | 92  | 336 | 255 |
| Rockets de Kelowna       | 72 | 35 | 33 | 4 | 74  | 338 | 309 |
| Thunderbirds de Seattle  | 72 | 29 | 36 | 7 | 65  | 255 | 281 |
| Winter Hawks de Portland | 72 | 30 | 39 | 3 | 63  | 283 | 301 |
| Cougars de Prince George | 72 | 17 | 53 | 2 | 36  | 219 | 340 |

### Meilleurs pointeurs
| Joueur            | Équipe    | PJ | B  | A  | Pts | Pun |
| ----------------- | --------- | -- | -- | -- | --- | --- |
| Mark Deyell       | Saskatoon | 69 | 61 | 98 | 159 | 122 |
| Frank Banham      | Saskatoon | 72 | 83 | 69 | 152 | 116 |
| Hnat Domenichelli | Kamloops  | 62 | 59 | 89 | 148 | 37  |
| Jarome Iginla     | Kamloops  | 63 | 63 | 73 | 136 | 120 |
| Robb Gordon       | Kelowna   | 58 | 51 | 63 | 114 | 84  |
| Josh Holden       | Regina    | 70 | 57 | 55 | 112 | 105 |
| Mike Leclerc      | Brandon   | 71 | 58 | 53 | 111 | 161 |
| Clarke Wilm       | Saskatoon | 72 | 49 | 61 | 110 | 83  |
| Peter Schaefer    | Brandon   | 69 | 47 | 61 | 108 | 53  |
| Marty Flichel     | Kelowna   | 69 | 28 | 79 | 107 | 107 |

## Séries éliminatoires
|  | Premier tour | Premier tour | Premier tour |           |            | Deuxième tour | Deuxième tour | Deuxième tour |  |    | Demi-finales | Demi-finales | Demi-finales |  |    | Finale      | Finale | Finale |
|  |              |              |              |           |            |               |               |               |  |    |              |              |              |  |    |             |        |        |
|  | E1           | Wheat Kings  | 4            |           |            |               |               |               |  |    |              |              |              |  |    |             |        |        |
|  | E4           | Blades       | 0            |           |            |               |               |               |  |    |              |              |              |  |    |             |        |        |
|  | E4           | Blades       | 0            |           | E1         | Wheat Kings   | 4             |               |  |    |              |              |              |  |    |             |        |        |
|  |              |              |              |           | E1         | Wheat Kings   | 4             |               |  |    |              |              |              |  |    |             |        |        |
|  |              |              | C4           | Rebels    | 0          |               |               |               |  |    |              |              |              |  |    |             |        |        |
|  | C1           | Broncos      | C4           | Rebels    | 0          | 2             |               |               |  |    |              |              |              |  |    |             |        |        |
|  | C1           | Broncos      |              |           |            | 2             |               |               |  |    |              |              |              |  |    |             |        |        |
|  | C4           | Rebels       | 4            |           |            |               |               |               |  |    |              |              |              |  |    |             |        |        |
|  | C4           | Rebels       | 4            |           |            |               |               |               |  | E1 | Wheat Kings  | 4            |              |  |    |             |        |        |
|  |              |              |              |           |            |               |               |               |  | E1 | Wheat Kings  | 4            |              |  |    |             |        |        |
|  |              | E2           | Raiders      | 2         |            |               |               |               |  |    |              |              |              |  |    |             |        |        |
|  | C2           | E2           | Raiders      | 2         | Hurricanes | 0             |               |               |  |    |              |              |              |  |    |             |        |        |
|  | C2           |              |              |           | Hurricanes | 0             |               |               |  |    |              |              |              |  |    |             |        |        |
|  | E3           | Pats         | 4            |           |            |               |               |               |  |    |              |              |              |  |    |             |        |        |
|  | E3           | Pats         | 4            |           | E3         | Pats          | 3             |               |  |    |              |              |              |  |    |             |        |        |
|  |              |              |              |           | E3         | Pats          | 3             |               |  |    |              |              |              |  |    |             |        |        |
|  |              |              | E2           | Raiders   | 4          |               |               |               |  |    |              |              |              |  |    |             |        |        |
|  | E2           | Raiders      | E2           | Raiders   | 4          | 4             |               |               |  |    |              |              |              |  |    |             |        |        |
|  | E2           | Raiders      |              |           |            | 4             |               |               |  |    |              |              |              |  |    |             |        |        |
|  | C3           | Tigers       | 1            |           |            |               |               |               |  |    |              |              |              |  |    |             |        |        |
|  | C3           | Tigers       | 1            |           |            |               |               |               |  |    |              |              |              |  | E1 | Wheat Kings | 4      |        |
|  |              |              |              |           |            |               |               |               |  |    |              |              |              |  | E1 | Wheat Kings | 4      |        |
|  |              | O1           | Chiefs       | 1         |            |               |               |               |  |    |              |              |              |  |    |             |        |        |
|  |              | O1           | Chiefs       | 1         |            |               |               |               |  |    |              |              |              |  |    |             |        |        |
|  |              |              |              |           |            |               |               |               |  |    |              |              |              |  |    |             |        |        |
|  |              |              |              |           |            |               |               |               |  |    |              |              |              |  |    |             |        |        |
|  |              | O1           | Chiefs       |           |            |               |               |               |  |    |              |              |              |  |    |             |        |        |
|  |              |              |              |           |            |               |               |               |  |    |              |              |              |  |    |             |        |        |
|  |              |              |              | Exemptés  |            |               |               |               |  |    |              |              |              |  |    |             |        |        |
|  | O1           | Chiefs       | 4            |           |            |               |               |               |  |    |              |              |              |  |    |             |        |        |
|  | O1           | Chiefs       | 4            |           |            |               |               |               |  |    |              |              |              |  |    |             |        |        |
|  | O6           | Winter Hawks | 3            |           |            |               |               |               |  |    |              |              |              |  |    |             |        |        |
|  | O6           | Winter Hawks | 3            |           |            |               |               |               |  | O1 | Chiefs       | 4            |              |  |    |             |        |        |
|  |              |              |              |           |            |               |               |               |  | O1 | Chiefs       | 4            |              |  |    |             |        |        |
|  |              | O2           | Blazers      | 2         |            |               |               |               |  |    |              |              |              |  |    |             |        |        |
|  | O2           | O2           | Blazers      | 2         | Blazers    | 4             |               |               |  |    |              |              |              |  |    |             |        |        |
|  | O2           |              |              |           | Blazers    | 4             |               |               |  |    |              |              |              |  |    |             |        |        |
|  | O5           | Thunderbirds | 1            |           |            |               |               |               |  |    |              |              |              |  |    |             |        |        |
|  | O5           | Thunderbirds | 1            |           | O2         | Blazers       | 3             |               |  |    |              |              |              |  |    |             |        |        |
|  |              |              |              |           | O2         | Blazers       | 3             |               |  |    |              |              |              |  |    |             |        |        |
|  |              |              | O3           | Americans | 2          |               |               |               |  |    |              |              |              |  |    |             |        |        |
|  | O3           | Americans    | O3           | Americans | 2          | 4             |               |               |  |    |              |              |              |  |    |             |        |        |
|  | O3           | Americans    |              |           |            | 4             |               |               |  |    |              |              |              |  |    |             |        |        |
|  | O4           | Rockets      | 2            |           |            |               |               |               |  |    |              |              |              |  |    |             |        |        |

## Honneurs et trophées
- Trophée Scotty-Munro, remis au champion de la saison régulière : Wheat Kings de Brandon.
- Trophée commémoratif des quatre Broncos, remis au meilleur joueur : Jarome Iginla, Blazers de Kamloops.
- Trophée Daryl-K.-(Doc)-Seaman, remis au meilleur joueur étudiant : Bryce Salvador, Hurricanes de Lethbridge.
- Trophée Bob-Clarke, remis au meilleur pointeur : Mark Deyell, Blades de Saskatoon.
- Trophée Brad-Hornung, remis au joueur ayant le meilleur esprit sportif : Hnat Domenichelli, Blazers de Kamloops.
- Trophée commémoratif Bill-Hunter, remis au meilleur défenseur : Nolan Baumgartner, Blazers de Kamloops.
- Trophée Jim-Piggott, remis à la meilleure recrue : Chris Phillips, Raiders de Prince Albert.
- Trophée Del-Wilson, remis au meilleur gardien : David Lemamowicz, Chiefs de Spokane.
- Trophée Dunc-McCallum, remis au meilleur entraîneur : Bob Lowes, Wheat Kings de Brandon.
- Trophée Lloyd-Saunders, remis au membre exécutif de l'année : Tim Speltz, Chiefs de Spokane.
- Trophée Allen-Paradice, remis au meilleur arbitre : Lonnie Cameron.
- Trophée St. Clair Group, remis au meilleur membre des relations publique : Dave Pier, Chiefs de Spokane.
- Trophée humanitaire de l'année, remis au joueur ayant démontré la meilleure implication auprès de sa communauté : Darryl Laplante, Warriors de Moose Jaw.
- Trophée plus-moins de la WHL, remis au joueur ayant le meilleur ratio +/- : Hugh Hamilton, Chiefs de Spokane.
- Trophée airBC, remis au meilleur joueur en série éliminatoire : Bobby Brown, Wheat Kings de Brandon.